# Deutsche Kart Meisterschaft
Die Deutsche Kart Meisterschaft ist die höchste Rennserie im deutschen Kartsport und wird vom Deutschen Motor Sport Bund ausgetragen.
Im Rahmen der DKM (OK) werden auch die DJKM – Deutsche Junior Kart Meisterschaft (OKJ), die DSKM – Deutsche Schalt Kart Meisterschaft (KZ) und der DSKC - DMSB Schalt Kart Cup (KZ2) ausgetragen.
Gefahren wird mit Karts, die meist direkt von den Werksteams der Karthersteller eingesetzt werden und mit leistungsstarken 2-Takt-Motoren ausgestattet sind.

## Ablauf eines Rennwochenendes
Das Rennwochenende beginnt freitags mit der Registrierung, Technischer Abnahme, Reifenausgabe und Fahrerbesprechung, außerdem ist der Freitag für freies Training reserviert. Am Samstagmorgen findet zunächst ein fünfzehnminütiges freies Training statt, bevor in einem zehnminütigen Zeittraining die Startplätze für die am Nachmittag stattfindenden Vorläufe (Heats) ermittelt werden. Dafür wird das Fahrerfeld, auf Basis des Zeittraining, in Gruppen eingeteilt und jede Gruppe fährt jeweils einmal gegen jede andere Gruppe. Abends werden alle Ergebnisse der Vorläufe zusammengerechnet, die besten 30 Fahrer dieser Tabelle qualifizieren sich direkt für die Finalrennen am Sonntag. Der Sonntag beginnt morgens mit einem zehnminütigen Warm-up und anschließendem Hoffnungslauf, in dem die letzten fünf Startplätze für die Finalrennen ausgefahren werden. Das erste Finalrennen wird nach dem Stand der Vorläufe und dem Ergebnis des Hoffnungslaufs aufgestellt, das zweite Finalrennen wird nach dem Ergebnis des ersten Rennens gestartet. Die Renndistanz für die Vor- und Hoffnungsläufe beträgt bei den Senioren (OK/KZ2) 15 km, bei den Junioren (OKJ) 10 km. Die Finalrennen werden über 25 km, bzw. 20 km ausgetragen. Ein Fahrer kann pro Wochenende maximal 62 Punkte erreichen (Finalsieg: 25, Vorläufe: 10, Zeittraining: 2 Punkte).
Die Rennen finden auf den besten Outdoor-Kartbahnen statt, die es momentan in Deutschland und im deutschen Grenzgebiet gibt. Außerdem werden in der DKM auch Preisgelder für die Platzierungen ausgegeben, welche die Serie attraktiver machen sollen. Die Kosten können dadurch allerdings bei weitem nicht gedeckt werden. Die Kosten für eine Saison belaufen sich auf etwa 50.000 Euro.

## Deutsche Kart Meister
Quelle: Deutsche Kart Meisterschaft – Hall of Fame
| Jahr | DKM                   | DJKM                | DSKM               | DCKM / DSKC          | DMKM        | KZ2 Masters     | Ladies Cup      |
| ---- | --------------------- | ------------------- | ------------------ | -------------------- | ----------- | --------------- | --------------- |
| 2024 | Markus Kajak          | Moritz Groneck      |                    | Maximilian Schleimer | Milan Rossi | Nathalie Kreitz | Claudia Henning |
| 2023 |                       | Luke Kornder        | Stan Pex           | Niels Tröger         |             |                 |                 |
| 2022 | Maxim Rehm            | Jens Treur          |                    |                      |             |                 |                 |
| 2021 | Niels Tröger          | Akshay Bohra        | Senna van Walstijn | Jakob Bergmeister    |             |                 |                 |
| 2020 | Juho Valtanen         | Kris Haanen         |                    | Tim Tröger           |             |                 |                 |
| 2019 | Harry Thompson        | Robert De Haan      | Stan Pex           | Senna Van Walstijn   |             |                 |                 |
| 2018 | Harry Thompson        | Thomas ten Brinke   | Fabian Federer     | Emilien Denner       |             |                 |                 |
| 2017 | Dennis Hauger         | Kas Haverkort       | Jorrit Pex         | David Detmers        |             |                 |                 |
| 2016 | Paavo Tonteri         | Dennis Hauger       | Jorrit Pex         | Max Tubben           |             |                 |                 |
| 2015 | Richard Verschoor     | Bent Viscaal        | Alexander Schmitz  | –                    |             |                 |                 |
| 2014 | Martijn van Leeuwen   | David Beckmann      | Jorrit Pex         | –                    |             |                 |                 |
| 2013 | André Matisic         | Martijn van Leeuwen | Jorrit Pex         | –                    |             |                 |                 |
| 2012 | Dennis Olsen          | Hannes Janker       | Jorrit Pex         | –                    |             |                 |                 |
| 2011 | Marvin Kirchhöfer     | Dennis Olsen        | Jorrit Pex         | –                    |             |                 |                 |
| 2010 | Nicolaj Møller-Madsen | Christian Sørensen  | Manuel Renaudie    | –                    |             |                 |                 |
| 2009 | Nicolaj Møller-Madsen | Nyck de Vries       | Rick Dreezen       | Moritz Oestreich     |             |                 |                 |
| 2008 | Jack te Braak         | Nyck de Vries       | Rick Dreezen       | Tom Grice            |             |                 |                 |
| 2007 | Michael Christensen   | Tom Grice           | Rick Dreezen       | Patrick Kappis       |             |                 |                 |
| 2006 | Michael Christensen   | Jack te Braak       | Marcel Jeleniowski | –                    |             |                 |                 |
| 2005 | Helmut Sanden         | Nigel Melker        | Simon Solgat       | –                    |             |                 |                 |
| 2004 | Helmut Sanden         | Marco Wittmann      | Simon Solgat       | –                    |             |                 |                 |
| 2003 | Nico Hülkenberg       | Henkie Waldschmidt  | –                  | –                    |             |                 |                 |
| 2002 | David Hemkemeyer      | Nico Hülkenberg     | –                  | –                    |             |                 |                 |
| 2001 | David Hemkemeyer      | Sebastian Vettel    | –                  | –                    |             |                 |                 |
| 2000 | Oskari Heikkinen      | Mario Josten        | –                  | –                    |             |                 |                 |
| 1999 | Toni Vilander         | Robert Kubica       | –                  | –                    |             |                 |                 |
| 1998 | Marcel Lasée          | Rico Zschemisch     | –                  | –                    |             |                 |                 |
| 1997 | Michael Bellmann      | Marc Walz           | –                  | –                    |             |                 |                 |
| 1996 | Alexander Zwelbar     | Frank Diefenbacher  | –                  | –                    |             |                 |                 |
| 1995 | Alexander Zwelbar     | Timo Bernhard       | –                  | –                    |             |                 |                 |
| 1994 | Gerhard Lindinger     | Timo Scheider       | –                  | –                    |             |                 |                 |
| 1993 | Gerhard Lindinger     | Bernd Friedrich     | –                  | –                    |             |                 |                 |
| 1992 | Gerwin Schweizer      | Bernd Friedrich     | –                  | –                    |             |                 |                 |
| 1991 | Jörg Seidel           | Norman Simon        | –                  | –                    |             |                 |                 |
| 1990 | Arnd Meier            | Oliver Tichy        | –                  | –                    |             |                 |                 |
| 1989 | Peter Hantscher       | Arnd Meier          | –                  | –                    |             |                 |                 |
| 1988 | Christoph Krumbein    | –                   | –                  | –                    |             |                 |                 |
| 1987 | Michael Schumacher    | –                   | –                  | –                    |             |                 |                 |
| 1986 | Gerd Munkholm         | –                   | –                  | –                    |             |                 |                 |
| 1985 | Joachim Velte         | –                   | –                  | –                    |             |                 |                 |
| 1984 | Otto Rensing          | –                   | –                  | –                    |             |                 |                 |
| 1983 | Peter Hantscher       | –                   | –                  | –                    |             |                 |                 |
| 1982 | Otto Rensing          | –                   | –                  | –                    |             |                 |                 |
| 1981 | Martin Bott           | –                   | –                  | –                    |             |                 |                 |
| 1980 | Stefan Bellof         | –                   | –                  | –                    |             |                 |                 |
| 1979 | Jörg van Ommen        | –                   | –                  | –                    |             |                 |                 |
| 1978 | Georg Bellof          | –                   | –                  | –                    |             |                 |                 |
| 1977 | Leopold Zwelbar       | –                   | –                  | –                    |             |                 |                 |
| 1976 | Manfred Schneider     | –                   | –                  | –                    |             |                 |                 |
| 1975 | Manfred Schneider     | –                   | –                  | –                    |             |                 |                 |
| 1974 | Hugo Brehm            | –                   | –                  | –                    |             |                 |                 |
| 1973 | Karl-Heinz Hackländer | –                   | –                  | –                    |             |                 |                 |
| 1972 | Karl-Heinz Hackländer | –                   | –                  | –                    |             |                 |                 |
| 1971 | Hans Heyer            | –                   | –                  | –                    |             |                 |                 |
| 1970 | Hans Heyer            | –                   | –                  | –                    |             |                 |                 |
| 1969 | Hans Heyer            | –                   | –                  | –                    |             |                 |                 |
| 1968 | Hans Heyer            | –                   | –                  | –                    |             |                 |                 |
| 1967 | Dieter Ihle           | –                   | –                  | –                    |             |                 |                 |
| 1966 | Leopold Zwelbar       | –                   | –                  | –                    |             |                 |                 |
| 1965 | Werner Ihle           | –                   | –                  | –                    |             |                 |                 |
| 1964 | Werner Ihle           | –                   | –                  | –                    |             |                 |                 |
| 1963 | Werner Ihle           | –                   | –                  | –                    |             |                 |                 |
| 1962 | Werner Ihle           | –                   | –                  | –                    |             |                 |                 |